# جهاز حماية المنشآت الحيوية والسواحل (أبو ظبي)
جهاز حماية المنشآت الحيوية والسواحل في إمارة أبوظبي يهدف إلى تأمين وحماية المنشآت والمرافق الحيوية، المنشآت البترولية البرية والبحرية ومحطات توليد الطاقة وتحلية المياه ومحطات شبكة نقل وتوصيل الغاز الطبيعي والمطارات والموانئ والكوابل والخطوط الهوائية وخطوط الخدمات وكافة مستلزماتها وتوابعها التي تمتلكها إمارة أبوظبي لدعم الاستقرار الأمني لهذه المنشآت ولتحقيق الاستقرار الاقتصادي للإمارة.
- التنسيق مع القوات المسلحة والجهات الحكومية الإتحادية والمحلية لتأمين وحماية هذه المنشآت.[4]
- تنفيذ السياسات الأمنية والتنظيمية الصادرة عن المجلس التنفيذي.
- دعم الاستقرار الأمني للمنشآت والمرافق الحيوية في جميع الأوقات.[5]
- متابعة وتقييم وتطوير كافة الإجراءات المتعلقة بتأمين حماية المنشآت والمرافق الحيوية.

## وصلات خارجية
الموقع الرسمي جهاز حماية المنشآت الحيوية والسواحل